# Häradsbygdens SS
Häradsbygdens SS (Häradsbygdens Sportsällskap tidigare Häradsbygdens Simsällskap) är en ishockeyklubb från Leksand, Dalarna, grundad 1932. Vid grundadet var föreningen ett simsällskap. 1940 anslöt sig föreningen till Svenska Gångförbundet och började även hålla gångtävlingar. Ytterligare sporter tillkom efterhand: skidåkning, terränglöpning, gymnastik, bandy och orientering. Ny tävlingsarena för simning kunde invigas 1947.
1948 bildades en ishockeysektion, föreningen anslöts till Svenska Ishockeyförbundet och ett lag anmäldes till Division IV Dalaserien. Denna idrottsgren kom att visas sig bli föreningens största, medan intresset för simningen minskade under 50-talet.
Laget gick upp i Division II första gången 1962/1963 och blev kvar i två säsonger. Till säsongen 1966/1967 var man tillbaka igen och påföljande säsong vann man serien och fick kvala till Division I som vid denna tid var högsta divisionen. Säsongen därpå kom man 12:a och åkte ur Division II igen. Sedan har man inte lyckats återupprepa bedriften. 